# Nastja Čeh
Nastja Čeh (ur. 26 stycznia 1978 w Ptuju) – słoweński piłkarz występujący na pozycji pomocnika. Obecnie gra w zespole Bene Sachnin.

## Kariera klubowa
Nastja Čeh karierę rozpoczął w klubie NK Drava Ptuj, skąd w 1996 trafił do NK Maribor. Grał tam przez pięć sezonów i w każdym z nich wraz z drużyną sięgał po mistrzostwo kraju. W sezonie 1999/2000 zadebiutował w rozgrywkach Ligi Mistrzów. Łącznie dla Maribora rozegrał 112 ligowych pojedynków i strzelił siedemnaście bramek.
Latem 2001 Čeh przeniósł się do Belgii, gdzie podpisał kontrakt z Club Brugge. W debiutanckim sezonie w nowej drużynie słoweński piłkarz rozegrał 22 spotkania. W kolejnych sezonach spędzonych na Stadionie Jana Breydela Čeh także występował regularnie. Razem z ekipą „Blauw en Zwart” wychowanek NK Drava Ptuj odnosił wiele sukcesów w krajowych rozgrywkach. W 2003 i 2005 wywalczył mistrzostwo, a w 2002 i 2004 puchar Belgii. Oprócz tego w każdym z tych lat Club Brugge zdobywało krajowy superpuchar.
W 2005 Čeh za pół miliona euro odszedł do Austrii Wiedeń, gdzie w linii pomocy grał między innymi razem z Sebastianem Milą oraz Arkadiuszem Radomskim. W pierwszym sezonie w nowym klubie Słoweniec wraz z zespołem wywalczył mistrzostwo Austrii. Pod koniec sierpnia 2006 Čeh był bliski przejścia do Sportingu Charleroi, jednak do transferu ostatecznie nie doszło.
Na początku rozgrywek 2006/2007 Słoweńcowi udało się jednak zmienić klub i ostatecznie wzmocnił rosyjską drużynę FK Chimki. W nowym klubie występował przez dwa sezony, po czym przeszedł do greckiego Panserraikosu. Po rozegraniu 6 ligowych spotkań piłkarz przeprowadził się do Chorwacji, gdzie podpisał umowę z drużyną NK Rijeka. Spędził tam jednak tylko pół sezonu i przeszedł do izraelskiego Bene Sachnin. Aktualnie reprezentuje barwy trzeciej drużyny ligi wietnamskiej – Thể Công.

## Kariera reprezentacyjna
W reprezentacji Słowenii Čeh zadebiutował 6 października 2001 w wygranym 3:0 meczu przeciwko Wyspom Owczym. W 2002 Srečko Katanec powołał go do kadry na mistrzostwa świata. Na mundialu tym Słoweńcy zajęli ostatnie miejsce w swojej grupie i odpadli z turnieju. Čeh na boiskach Korei Południowej i Japonii pełnił rolę rezerwowego, jednak udało mu się wystąpił w pojedynkach przeciwko Republice Południowej Afryki oraz Paragwajowi. W reprezentacji rozegrał łącznie 46 spotkań strzelając 6 bramek.